# 特倫特河
特倫特河（River Trent）是英格蘭的一条大河，發源於比達爾夫沼澤南部的斯塔福德郡地區，流經英格蘭中部地區，與烏茲河匯流形成亨伯河，最終在赫爾河畔京士頓和伊明漢姆間注入北海。
特倫特河後半段向北流淌，與英格蘭其他諸河大為不同。它拥有潮波，稱為“特倫特埃吉爾”（Trent Aegir）。此外，特倫特河是英格蘭中北部地區的主要灌溉河流。

## 名稱
“Trent”一名來自凱爾特語，由tros（越過、覆盖）和 hynt（道路）合成。这可能是因为它时常泛滥，更有可能是因为河上有很多方便过河的浅滩。這一說法同時也解釋了爲什麽特倫特河畔的城市名稱中（例如Hill Ridware）常見有rid（即“淺灘”）這一元素。

## 歷史

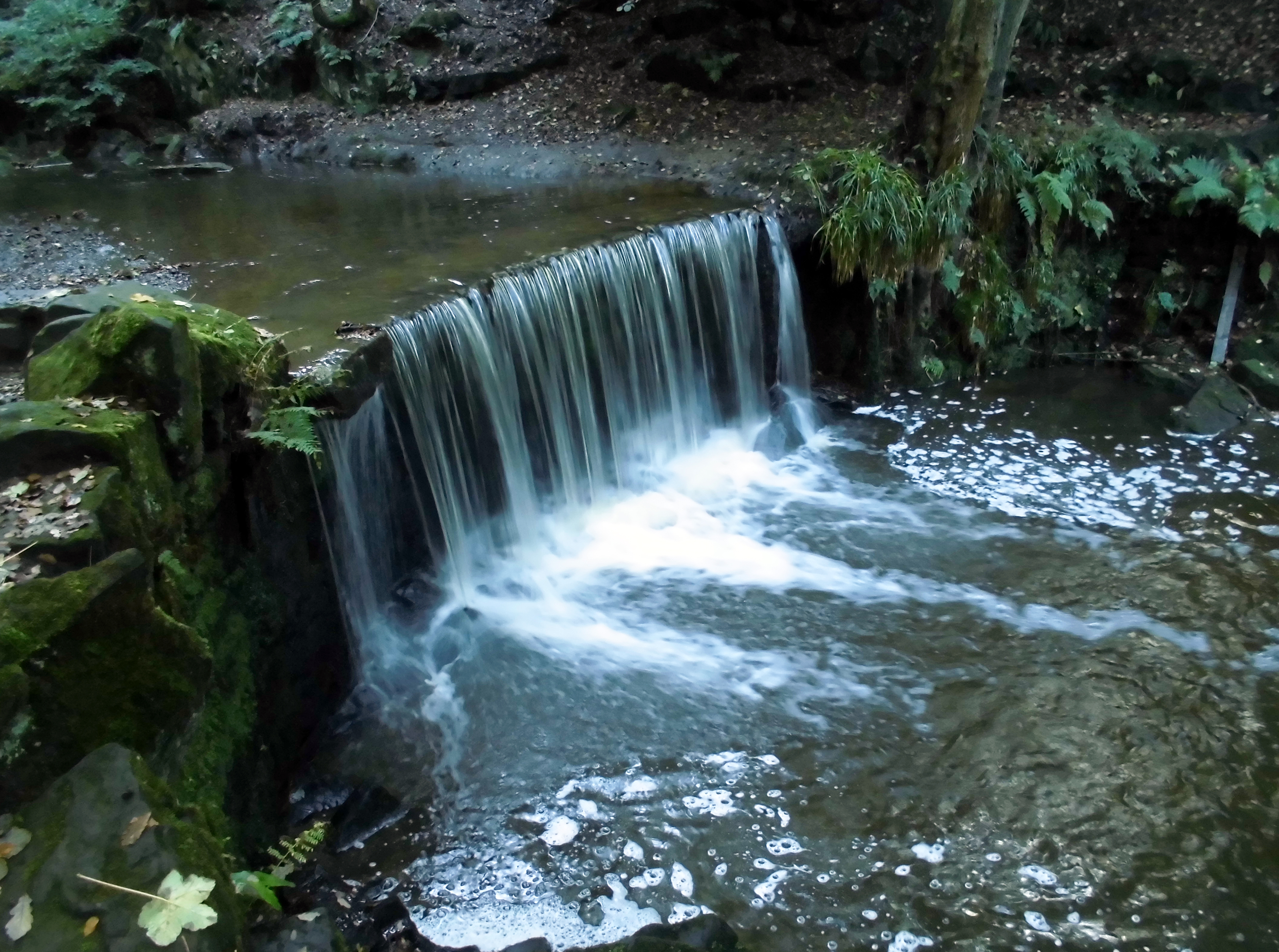
特伦特河源头下游的一个人工瀑布

170萬年前的更新世時，特倫特河起源於威爾士的山嶺地帶，向東流過現在的貝爾沃谷，然後注入北海。 在130,000年前冰川阻斷了貝爾沃谷的河道，特倫特河也因此該道向北偏移。在公元前七萬年的末次冰期冰川消退，在特倫特河下游形成了冰川湖，冰川湖消失之後如今特倫特河的河道就大致固定下來了。

### 改道
同大多數英格蘭的河流不同，特倫特河在歷史上曾頻繁改道，其中尤以中游為明顯。:192 雷普頓有一條河道在舊地圖上標作“老特倫特”（Old Trent Water），這裡曾是特倫特的主要航道之一，然因為河流在18世紀向北移動而被廢棄。:200 在下游的亨明頓考古學家還發現了中世紀的廢棄河道和橋樑。 像這樣的古河道還有很多。 莎士比亞在《亨利四世第一部》中也提到了特倫特河改道的現象。

## 涌潮

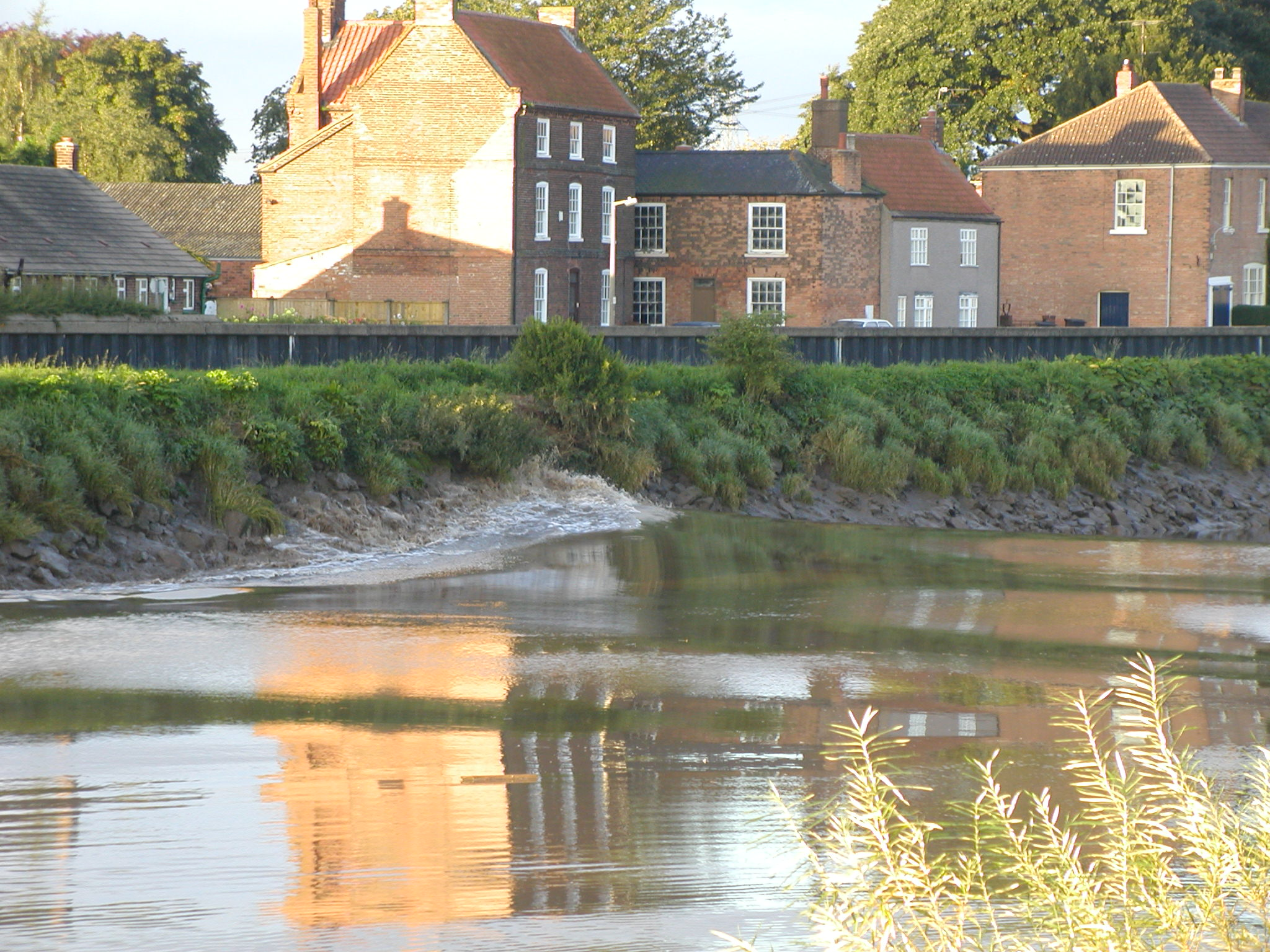
特伦特埃吉尔

特伦特河每年都会发生涌潮，称“特伦特埃吉尔”（Trent Aegir、Eagre），潮水高度可达5英尺（1.5）。

## 外部連結
- Photographs along the Trent in Nottingham from Nottingham21 （页面存档备份，存于）
- Catchment Tributaries of the River Trent （页面存档备份，存于） English Heritage and University of Birmingham research project.
- Predictive Modelling of Multi-Period Geoarchaeological Resources at a River Confluence （页面存档备份，存于） English Heritage, University of Birmingham and University of Exeter research project.
- Trent Valley GeoArchaeology （页面存档备份，存于）
- River Trent through Nottingham. Pictures & slide show.